# Federació Internacional d'Associacions Vexil·lològiques
La Federació Internacional d'Associacions Vexil·lològiques (FIAV) és una associació internacional d'associacions nacionals, regionals o multinacionals dedicades a l'estudi de la vexil·lologia, i que ho defineix a l'article 2 dels seus estatuts de constitució com a: "... l'objectiu és la recerca vexil·lològica, que és la creació i el desenvolupament d'un cos de coneixements sobre banderes de tota classe, les seves formes i funcions, i de teories i principis científics sobre la base d'aquest coneixement".
El seu nom oficial és Fédération Internationale des Associations Vexillologiques, en francès, el qual es tradueix als altres tres idiomes ofials de la següent manera, International Federation of Vexillological Associations en anglès, Internationale Föderation Vexillologischer Gesellschaften, en alemany i Federación Internacional de Asociaciones Vexilológicas en castellà.

## Història
La FIAV es va organitzar provisionalment el 3 de setembre de 1967 en el II Congrés Internacional de Vexil·lologia celebrat a Rüschlikon, Suïssa, i es va crear oficialment el 7 de setembre de 1969, al III Congrés Internacional de Vexil·lologia, celebrat a Boston, Massachusetts, Estats Units d'Amèrica.

## Govern
El govern està format per una junta de tres persones composta per un president, un secretari general i un secretari general adjunt de Congressos. La Junta gestiona els temes d'actualitat de la FIAV i convoca les reunions biennals de l'Assemblea General, que se celebren durant cada Congrés Internacional de Vexil·lologia. L'Assemblea General de la FIAV es compon d'un delegat de cadascun un dels membres de laFIAV. L'Assemblea General elegeix la Junta i és responsable d'establir la política.

## Bandera
La bandera de la FIAV va ser dissenyada inicialment per Klaes Sierksma i lleugerament modificada pel comitè organitzador del II Congrés Internacional de Vexil·lologia. El disseny fou presentat el 3 de setembre de 1967 i la seva descripció és: "En un camp blau, que s'estén horitzontalment des del pal, dues drisses grogues que formen dues llaçades entrellaçades". El color blau es defineix com a Pantone U293 i el color groc com a Pantone U123.
Els tres oficials que formen la Junta també tenen assignada una bandera cadascun, dissenyades per William Crampton (president del 1993 al 1997). Totes les banderes FIAV es van modificar lleugerament el 2007 per la 20a Sessió de l'Assemblea General de la FIAV a Berlín.

## Publicacions
Publica un butlletí de notícies anomenat "Info-FIAV" (ISSN 1560-9979 impressió), que és una crònica dels assumptes interns de l'organització, com ara la constitució de la FIAV, una llista dels membres, i les actes de les sessions de l'Assemblea General. També reconeix "The Flag Bulletin" (ISSN 0015-3370) com una revista per a la publicació d'articles científics en el camp de la vexil·lologia.